# Granbori
Granbori, in het Aukaans Gaanboli, en ook wel bekend als Granboridorp, is een dorp op een eiland in de Tapanahonyrivier in Sipaliwini.
Het ligt nabij het Grutterinkgebergte Het is stroomopwaarts het laatste marrondorp aan de rivier. Het volgende dorp stroomopwaarts is Tutu Kampu van de Wayana die sinds 1930 dit gedeelte van de Tapanahony bewonen, dat voorheen door de Trio verlaten was.
Granbori werd vanuit Diitabiki gesticht door Labi Agumasaka, hogepriester van het Gaan Gadu-orakel, na onenigheid met granman Oseyse. Nakomelingen van Labi Agumasaka en zijn volgelingen bewonen nog steeds het dorp.
Granbori, en daarmee ook Labi Agumasaka, werd in 1904 bezocht tijdens de Tapanahony-expeditie onder leiding van Alphons Franssen Herderschee.
Sinds 2017 is Granbori aangesloten op het mobiele telefoonnetwerk van Telesur.
Affivisiti · Agaigoni · Ajokojokondre · Akani Pata · Aloepi 1 & 2 · Alopi · Antino · Antonio do Brinco · Apetina · Benanoe · Benzdorp · Clementi · Cottica · Draai · Drietabbetje · Gakaba · Godo-olo · Godoro · Granbori · Herminadorp · Intelewa · Kampoe · Kawemhakan · Koemakapan · Kontina · Lensidede · Maboga · Maisa Kampu · Manlobi · Moitaki · Monpoesoe · Nikie · Paloemeu · Peleloe Tepoe · Peruano · Poeketi · Poeloegoedoe · Ronaldo · Sajé · Tjon Tjon · Tutu Kampu · Wanfinga · Wehejok